# توماس كاشينج
توماس كاشينج هو سياسي أمريكي، ولد في 24 مارس 1725 في كوينسي في الولايات المتحدة، وتوفي في 28 فبراير 1788 في بوسطن في الولايات المتحدة. انتخب حاكم ماساتشوستس ‏ (17 فبراير 1785 – 27 مايو 1785) وانتخب نائب حاكم ماساتشوستس ‏ (4 نوفمبر 1780 – 28 فبراير 1788).